# Володимирівка (Євпаторійський район)
Володи́мирівка (крим. Volodımırivka) — село Євпаторійського району Автономної Республіки Крим.
Відстань від райцентру до населеного пункта становить 18 кілометрів по прямій.
За даними сільради на 2009 рік, село займало площу 1143,6 га на якій у 416 дворах значилося 1193 мешканців.

## Населення

### Мова
Розподіл населення за рідною мовою за даними перепису 2001 року:
| Мова              | Кількість | Відсоток |
| ----------------- | --------- | -------- |
| російська         | 557       | 48.06 %  |
| українська        | 307       | 26.49 %  |
| кримськотатарська | 261       | 22.52 %  |
| білоруська        | 20        | 1.73 %   |
| грецька           | 4         | 0.35 %   |
| німецька          | 1         | 0.09 %   |
| інші/не вказали   | 9         | 7.16 %   |
| Усього            | 1159      | 100 %    |